# Grand River Crossings (Motown & Motor City Inspirations)
Grand River Crossings (Motown & Motor City Inspirations) ist ein Jazzalbum von Geri Allen. Die am 23. und 24. August 2012 im Klavierhaus, New York City, entstandenen Aufnahmen sowie zusätzliche Aufnahmen aus dem The Disc Studio, Detroit, erschienen 2013 auf Motéma Music.

## Hintergrund
Geri Allens Grand River Crossings ist eine Hommage an die Musik und das historische Vorbild von Allens Heimatstadt Detroit, schrieb Thom Jurek. Es ist nach der Fernstraße benannt, die Detroit mit Lansing und Grand Rapids verbindet. Der Grand River des Titels ist Detroits Hauptstraße, und als Kind war es für die Pianistin ein Übergangsritus, ihn zu überqueren.
Das Album ist das dritte in einer Reihe von eigenständigen, größtenteils solo aufgenommenen, klavierbasierten Werken, die mit Flying Toward the Sound 2010 begann und 2011 mit A Child Is Born fortgesetzt wurde. Sein Programm, das größtenteils aus Material von bekannten Kompositionen von Motown-Künstlern, Detroiter Jazz-Ikonen, anderen Cass Tech-Alumni und der Pianisten selbst besteht, enthält Titel wie Michael Jacksons Wanna Be Startin’ “Somethin”, Smokey Robinsons Tears of a Clown und Stevie Wonders That Girl, des Weiteren Roy Brooks’ The Smart Set (mit Marcus Belgrave auf der Trompete), Belgraves Space Odyssey aus seinem Gemini von 1974. Allen spielt auch eine Version von dem Holland-Dozier-Holland-Klassiker Baby I Need Your Lovin’, den Supremes-Hit Stoned Love von 1970, Curtis Mayfields People Get Ready und von Marvin Gaye die beiden Nummern Inner City Blues und Save the Children. Allen und Belgrave schließen das Album mit einem Duett ab, in dem sie ein Stück des Arrangeurs Gerald Wilson spielen (der gleichfalls aus Detroit stammt), Nancy Joe,ein Titel aus seiner LP Moment of Truth (1962).

## Titelliste
- Geri Allen: Grand River Crossings (Motown & Motor City Inspirations) (Motéma MTM-128)[3]
  1. Wanna Be Startin’ Somethin’ (Michael Jackson) 2:21
  2. Tears of a Clown (Henry Cosby, Smokey Robinson, Stevie Wonder) 5:31
  3. That Girl (Stevie Wonder) 6:05
  4. Grand River Crossings I 0:48
  5. The Smart Set (Roy Brooks) 2:54
  6. Let It Be (Paul McCartney) 3:58
  7. Space Odyssey (Marcus Belgrave) 5:36
  8. In Appreciation 1:04
  9. Baby I Need Your Lovin’ (Holland-Dozier-Holland) 4:29
  10. Itching in My Heart (Holland-Dozier-Holland) 1:56
  11. Stoned Love (Hank Wilson) 3:40
  12. Grand River Crossings II 0:52
  13. Inner City Blues (Marvin Gaye) 4:26
  14. Save the Children (Marvin Gaye) 7:15
  15. Nancy Joe (Gerald Wilson) 3:39
- Sofern nicht anders angegeben, stammen alle Kompositionen von Geri Allen.

## Rezeption
Thom Jurek verlieh dem Album in Allmusic viereinhalb Sterne und schrieb, von ihren 19 Alben sei Grand River Crossings sicherlich ihr persönlichstes. Es gehöre auch zu ihren Besten.
Cormac Larkin (Irish Times) meinte: Geri Allen liefere eine etwas schüchternen Hommage an die Musik ihrer Heimatstadt. Hier gehe sie eher auf Nummer sicher und verwandeln Lieder von Smokey Robinson, Stevie Wonder und Marvin Gaye in ruhige, introvertierte Meditationen. Ihr Mentor, der Trompeter Marcus Belgrave, spiele auf drei Tracks gefühlvolle Beiträge, und der Saxophonist David McMurray trage ebenfalls dazu bei. Das eigentlich Interessante an Grand River Crossings bestehe jedoch darin, eine Spielerin des Kalibers und der Kreativität von Allen zu hören, die leise auf einigen der Melodien jammt, die ihren musikalischen Geist geprägt haben.
John Fordham (The Guardian) verlieh dem Album lediglich drei Sterne und meinte, Geri Allen habe auf ihren letzten drei Motéma-Veröffentlichungen „eine gelehrte Ernsthaftigkeit“ gezeigt, die stark von der afroamerikanischen Geschichte und ihrer Arbeit als Pädagogin inspiriert sei, Es seien bei ihren Bearbeitungen der Klassiker von Michael Jackson, Stevie Wonder und Marvin Gaye sowohl die Poesie und Vision ebenso wie die Grooves dieser Musik, die Allen zu beschäftigen scheinen. Einige dieser Musikstücke würden vorläufig wirken, aber Allens Mischung aus Intelligenz, Spontanität und Präzision bringe sie dennoch in eine ganz besondere Liga.